# Mind as Judgment
「mind as Judgment」（マインド・アズ・ジャッジメント）は、飛蘭のメジャー1枚目のシングル。2009年7月22日にLantisから発売された。

## 概要
本作以前にホビボックスから「月華の螺旋」をリリースしているが、本作がメジャー1作目のシングルとなる。表題曲「mind as Judgment」は、テレビアニメ『CANAAN』のオープニングテーマとして使用され、後に『Animelo Summer Live』へ初出場した際にも歌われた。ディスクジャケットでは、カナンが銃を握っている様子がプリントされている。
2009年7月25日付のオリコンシングルデイリーチャートで7位を獲得。2009年8月3日付ウィークリーチャートでも14位を獲得し、自身初となるトップ20入りを果たした。

## 収録曲
（全作詞：畑亜貴）
1. mind as Judgment [3:56]
作曲・編曲：上松範康（Elements Garden）
  - テレビアニメ『CANAAN』オープニングテーマ
2. 泡沫の小鳥達 [4:43]
作曲：俊龍、編曲：藤田淳平（Elements Garden）
3. mind as Judgment（off vocal）
4. 泡沫の小鳥達（off vocal）

## 収録アルバム
| 曲名             | 収録アルバム | 発売日       | 備考                  |
| ---------------- | ------------ | ------------ | --------------------- |
| mind as Judgment | 『Polaris』  | 2010年9月8日 | 1stオリジナルアルバム |